# Ломеллини, Стефано
Стефано Ломеллини (итал. Stefano Lomellini; Генуя,1683 — Генуя, 1753) — дож Генуэзской республики.

## Биография
Родился в Генуе в 1683 году. О его молодости осталось очень мало сведений. Известно, что он отличился во время осады Генуи в период войны за австрийское наследство. Вместе с другими генуэзскими патрициями он отличился в обороне города вдоль оборонительной линии Валь-Бизаньо, поддерживая действия против австрийских оккупантов.  
После этих событий судьба Ломеллини неизвестна. Его поведение в условиях осады способствовало выдвижению его кандидатуры на пост дожа, однако сам Ломеллини заявлял о нежелании принять власть. Несмотря на это, 28 марта 1752 года большинство членов Большого Совета провозгласила Ломеллини новым дожем Генуи, 161-м в истории Генуи. 
Ломеллини отказался явиться во дворец для коронации, и его пришлось проводить туда в сопровождении стражи, а в зале Совета он безуспешно просил освободить его от полномочий. Подобное поведение было большой редкостью для того времени, когда личные амбиции и стремление к власти были характерными чертами знати.
Через три месяца после коронации Ломеллини все-таки смог добиться своего и получил согласие Совета на отрешение от должности ввиду проблем со здоровьем. Свою роль сыграло и обещание дожа уплатить 30.000 генуэзских лир в обмен на право отказаться от власти. 7 июня 1752 года Ломеллини официально отрекся от поста дожа, последний раз случай добровольного отказа от власти был зафиксирован в 1625 году, когда дож Федерико де Франки, перед началом военных действий с пьемонтцами, предпочел уйти в отставку, чтобы было возможно провести досрочные выборы. 
Ломеллини ушёл из политики и посвятил себя религиозному поприщу. Ссылка бывшего дожа на плохое здоровье была обоснованной: уже через несколько месяцев после отречения он умер в Генуе. 
Был похоронен в базилике Благовещения в Васто. Он был не женат и бездетен и завещал всё свое имущество больнице для неизлечимо больных, а личную библиотеку - генуэзским миссионерам.